# Zăvoi, Argeș
Zăvoi este un sat ce aparține orașului Ștefănești din județul Argeș, Muntenia, România. O parte a satului este situată lângă Râul Doamnei, la limita orașului Ștefănești, peste râu fiind localizat Euromall Pitești.